# Stramilano (sport)
La Stramilano è una manifestazione podistica ideata nel 1972 da Renato Cepparo. L'evento, che si tiene a Milano, si ripete a cadenza annuale in primavera.

## Storia
L'idea prese forma dopo l'insperato successo della Milano-Proserpio, una "passeggiata non competitiva" di 43 km che Renato Cepparo organizzò, all'inizio con pochi amici, e poi in forma "aperta" a chiunque volesse iscriversi a partire dal 18 settembre 1971.
La prima edizione della Stramilano, ideata e organizzata dallo stesso Cepparo, si svolse martedì 14 marzo 1972, con partenza alle ore 21 da viale Suzzani, vicino alla sede della rivista sportiva "Vai" di cui Cepparo era fondatore e direttore. Il percorso seguito passava per via Veglia, viale Marche e quindi tutta la cerchia della circonvallazione esterna, in senso antiorario, fino a ritornare al punto di partenza dopo 24,700 km. Ai 3 476 partecipanti ufficiali si aggiunsero circa 1 500 appassionati che non erano riusciti ad iscriversi. La temperatura fredda e qualche goccia di pioggia non avevano scoraggiato nessuno.
Negli anni successivi la Stramilano si affermò con grande successo grazie alla conduzione e organizzazione del presidente Francesco Alzati e del Gruppo Alpinistico Fior di Roccia. La manifestazione venne spostata ad una domenica mattina, all'inizio di aprile, con partenza da Piazza del Duomo e arrivo all'Arena Civica, per un percorso di circa 22 km. La partecipazione si fece di anno in anno più massiccia fino a stabilizzarsi su una media di 50 000 partenti: per questo motivo la corsa non competitiva è chiamata Stramilano dei 50 000.

### La mezza maratona

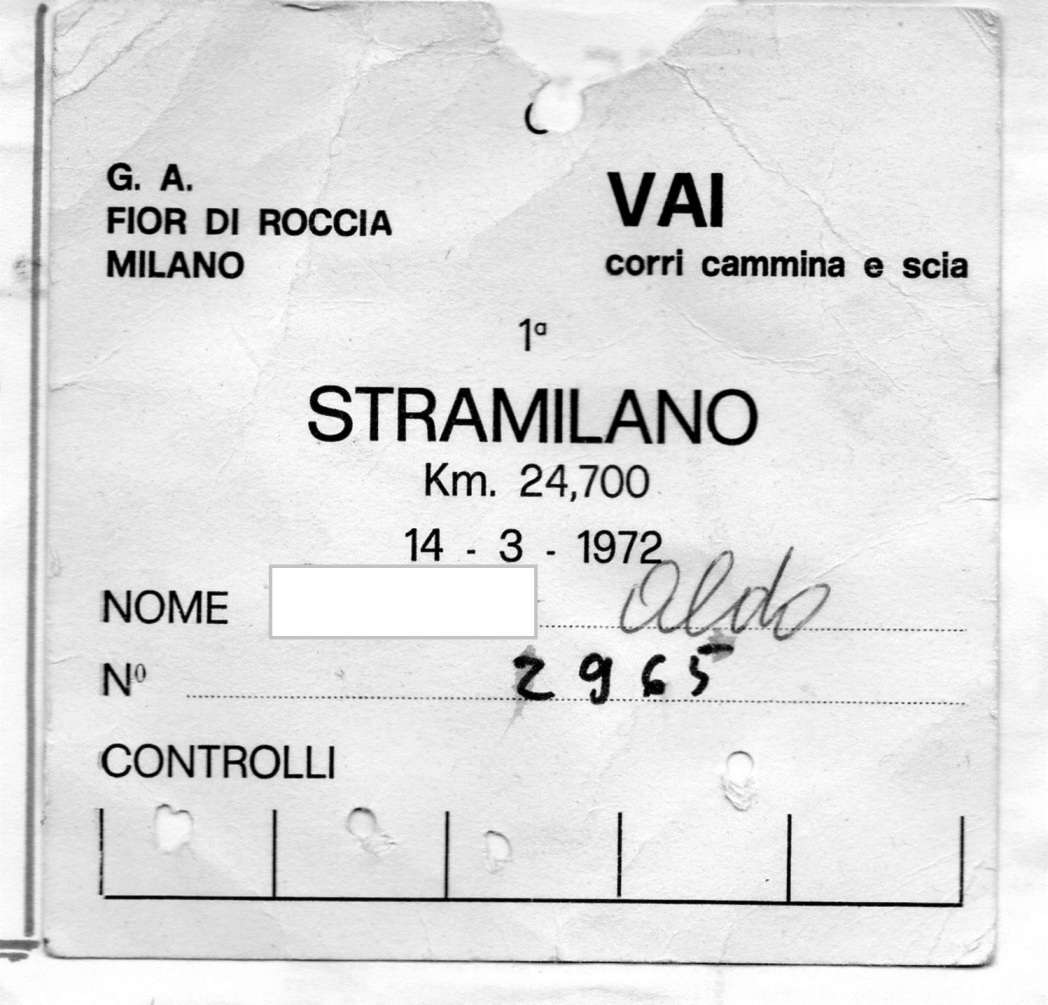
Cartellino per la punzonatura

Col tempo la manifestazione si trasformò. Il percorso venne abbreviato (nel 2008 è stato portato sui 12 km e nel 2009 si è ulteriormente abbassato a 10 km) ed alla marcia non competitiva si affiancò, dal 1976, la Stramilano agonistica, riservata agli atleti professionisti, sulla distanza della mezza maratona (21,0975 km).
Inoltre, accanto alla manifestazione principale viene organizzata anche la Stramilanina per i più piccoli, con un percorso di soli 6 km (ridotto a 5 km con l'edizione del 2009). Negli ultimi anni questo evento è stato preso come modello ed in città estere si realizza una manifestazione simile, ad esempio la Stralugano.

## Il percorso
La partenza è situata in piazza Castello presso il Castello Sforzesco. Inizialmente si va in direzione nord-ovest verso una svolta in corso Sempione. In seguito il centro della città viene percorso circolarmente in senso orario, seguendo essenzialmente il percorso della circonvallazione esterna. Al km 18 si svolta di nuovo in corso Sempione, attraversando il quale si giunge al traguardo nell'Arena Civica.

## Albo d'oro della Stramilano agonistica
| #  | Anno | Uomini                                           | Tempo                                            | Donne                                            | Tempo                                            |
| -- | ---- | ------------------------------------------------ | ------------------------------------------------ | ------------------------------------------------ | ------------------------------------------------ |
| 5  | 1976 | Víctor Mora                                      | 1h02'28"                                         | Silvana Cruciata                                 | 1h15'27"                                         |
| 6  | 1977 | Mohamed Kedir                                    | 1h03'26"                                         | Silvana Cruciata                                 | 1h22'05"                                         |
| 7  | 1978 | Franco Fava                                      | 1h04'31"                                         | Silvana Cruciata                                 | 1h18'44"                                         |
| 8  | 1979 | Edmundo Warnke                                   | 1h07'05"                                         | Barbara Moore                                    | 1h18'30"                                         |
| 9  | 1980 | Robele Wolde                                     | 1h06'04"                                         | Non disputata                                    | Non disputata                                    |
| 10 | 1981 | Rob de Castella                                  | 1h04'52"                                         | Silvana Cruciata                                 | 1h17'39"                                         |
| 11 | 1982 | Mohamed Kedir                                    | 1h01'02"                                         | Grete Waitz                                      | 1h09'19"                                         |
| 12 | 1983 | Alberto Cova                                     | 1h03'28"                                         | Rosa Mota                                        | 1h13'22"                                         |
| 13 | 1984 | Alberto Cova                                     | 1h01'52"                                         | Laura Fogli                                      | 1h14'10"                                         |
| 14 | 1985 | Enzo Davoglio                                    | 1h07'14"                                         | Carla Beurskens                                  | 1h12'30"                                         |
| 15 | 1986 | Alberto Cova                                     | 1h02'04"                                         | Non disputata                                    | Non disputata                                    |
| 16 | 1987 | Gelindo Bordin                                   | 1h03'16"                                         | Non disputata                                    | Non disputata                                    |
| 17 | 1988 | Diamantino dos Santos                            | 1h02'51"                                         | Non disputata                                    | Non disputata                                    |
| 18 | 1989 | John Ngugi                                       | 1h01'24"                                         | Mary O'Connor                                    | 34'16"                                           |
| 19 | 1990 | Moses Tanui                                      | 1h01'43"                                         | Non disputata                                    | Non disputata                                    |
| 20 | 1991 | Moses Tanui                                      | 1h00'51"                                         | Non disputata                                    | Non disputata                                    |
| 21 | 1992 | Moses Tanui                                      | 1h01'06"                                         | Non disputata                                    | Non disputata                                    |
| 22 | 1993 | Moses Tanui                                      | 59'47"                                           | Rosanna Munerotto                                | 1h11'07"                                         |
| 23 | 1994 | Paul Tergat                                      | 1h00'13"                                         | Maria Guida                                      | 1h10'19"                                         |
| 24 | 1995 | Paul Tergat                                      | 59'56"                                           | Non disputata                                    | Non disputata                                    |
| 25 | 1996 | Paul Tergat                                      | 58'51"                                           | Non disputata                                    | Non disputata                                    |
| 26 | 1997 | Paul Tergat                                      | 1h00'23"                                         | Non disputata                                    | Non disputata                                    |
| 27 | 1998 | Paul Tergat                                      | 59'17"                                           | Non disputata                                    | Non disputata                                    |
| 28 | 1999 | Paul Tergat                                      | 59'22"                                           | Non disputata                                    | Non disputata                                    |
| 29 | 2000 | Patrick Ivuti                                    | 1h00'49"                                         | Non disputata                                    | Non disputata                                    |
| 30 | 2001 | Patrick Ivuti                                    | 1h00'42"                                         | Non disputata                                    | Non disputata                                    |
| 31 | 2002 | Rachid Berradi                                   | 1h00'20"                                         | Non disputata                                    | Non disputata                                    |
| 32 | 2003 | John Yuda Msuri                                  | 1h00'25"                                         | Non disputata                                    | Non disputata                                    |
| 33 | 2004 | Robert Kipkorir Kipchumba                        | 1h00'21"                                         | Tiziana Alagia                                   | 1h13'21"                                         |
| 34 | 2005 | Wilson Kebenei                                   | 1h00'11"                                         | Anikó Kálovics                                   | 1h11'57"                                         |
| 35 | 2006 | Paul Kimaiyo                                     | 1h00'49"                                         | Anikó Kálovics                                   | 1h10'54"                                         |
| 36 | 2007 | Philemon Kipchumba Kisang                        | 1h00'55"                                         | Anikó Kálovics                                   | 1h08'58"                                         |
| 37 | 2008 | Philemon Kipchumba Kisang                        | 1h02'14"                                         | Maria Zeferina Baldaia                           | 1h13'50"                                         |
| 38 | 2009 | Paul Kimaiyo Kimugul                             | 1h01'03"                                         | Aberu Kebede                                     | 1h08'43"                                         |
| 39 | 2010 | Moses Mosop                                      | 59'20"                                           | Janeth Jepkosgei Kiptoo                          | 1h09'52"                                         |
| 40 | 2011 | Mathew Kisorio                                   | 1h00'03"                                         | Ababel Yeshaneh                                  | 1h09'54"                                         |
| 41 | 2012 | Yacob Jarso                                      | 1h01'07"                                         | Valeria Straneo                                  | 1h08'48"                                         |
| 42 | 2013 | Kiprop Limo                                      | 1h01'49"                                         | Pauline Njeri Kahenya                            | 1h11'19"                                         |
| 43 | 2014 | Thomas Lokomwa                                   | 1h01'39"                                         | Lucy Wambui                                      | 1h10'52"                                         |
| 44 | 2015 | Thomas Lokomwa                                   | 1h00'33"                                         | Rebecca Kangogo Chesire                          | 1h08'21"                                         |
| 45 | 2016 | James Mwangi Wangari                             | 59'12"                                           | Kiyara Rael Nguriatukei                          | 1h10'19"                                         |
| 46 | 2017 | Frederick Oncocke Moronga                        | 1h01'20"                                         | Ruth Chepngetich                                 | 1h07'42"                                         |
| 47 | 2018 | Felix Kibitok                                    | 1h00'11"                                         | Sutuma Asefa Kebede                              | 1h07'54"                                         |
| 48 | 2019 | Vincent Kibor Raimoi                             | 1h00'10"                                         | Priscah Jeptoo                                   | 1h08'26"                                         |
| –  | 2020 | Non disputata a causa della pandemia di COVID-19 | Non disputata a causa della pandemia di COVID-19 | Non disputata a causa della pandemia di COVID-19 | Non disputata a causa della pandemia di COVID-19 |
| –  | 2021 | Non disputata a causa della pandemia di COVID-19 | Non disputata a causa della pandemia di COVID-19 | Non disputata a causa della pandemia di COVID-19 | Non disputata a causa della pandemia di COVID-19 |
| 49 | 2022 | Dickson Nyakundi                                 | 1h03'47"                                         | Giovanna Epis                                    | 1h11'46"                                         |
| 50 | 2023 | Cosmas Mwangi                                    | 59'40"                                           | Gladys Cherop Longari                            | 1h07'28"                                         |
| 51 | 2024 | Antony Kimitai                                   | 1h00'31"                                         | Anchinalu Dessie                                 | 1h07'55"                                         |
| 52 | 2025 | Mangi Simon Waithira                             | 1h00'54"                                         | Gesare Morine Michira                            | 1h08'47"                                         |